# Vuelta al País Vasco 1930
La VII Vuelta al País Vasco, disputada entre el 18 de septiembre y el 21 de septiembre de 1930, estaba dividida en 4 etapas para un total de 723 km.
Para esta primera edición se inscribieron 63 ciclistas, de los que finalmente participaron 31 y finalizaron la prueba 28 de ellos.
El vencedor final fue el ciclista navarro Mariano Cañardo.

## Etapas
| Etapa    | Fecha    | Recorrido                           | km  | Vencedor de la Etapa | Líder de la general |
| -------- | -------- | ----------------------------------- | --- | -------------------- | ------------------- |
| 1ª etapa | 18/09/30 | Bilbao - Vitoria                    | 180 | Antonin Magne        | Antonin Magne       |
| 2ª etapa | 19/09/30 | Vitoria - Pamplona                  | 150 | Ricardo Montero      | Ricardo Montero     |
| 3ª etapa | 20/09/30 | Pamplona - San Sebastián            | 216 | Antonin Magne        | Antonin Magne       |
| 4ª etapa | 21/09/30 | San Sebastián - Guecho (Las Arenas) | 177 | Mariano Cañardo      | Mariano Cañardo     |

## Clasificaciones
| \| 1. \| Mariano Cañardo \| España \| 26h 36' 31s \| \| 2. \| Antonin Magne \| Francia \| a 50s \| \| 3. \| Jean Aerts \| Bélgica \| a 14' 26s \| \| 4. \| Federico Ezquerra \| España \| a 15' 54s \| \| 5. \| Pierre Magne \| Francia \| a 16' 35s \| \| 6. \| Julien Moineau \| Francia \| a 17' 21s \| \| 7. \| Hector Martin \| Bélgica \| a 20' 36s \| \| 8. \| Eusebio Bastida \| España \| a 20' 54s \| \| 9. \| Luciano Montero \| España \| a 25' 17s \| \| 10. \| Juan Antonio Golzarri \| España \| a 30' 36s \| |                       |         |             |
| 1. | Mariano Cañardo       | España  | 26h 36' 31s |
| 2. | Antonin Magne         | Francia | a 50s       |
| 3. | Jean Aerts            | Bélgica | a 14' 26s   |
| 4. | Federico Ezquerra     | España  | a 15' 54s   |
| 5. | Pierre Magne          | Francia | a 16' 35s   |
| 6. | Julien Moineau        | Francia | a 17' 21s   |
| 7. | Hector Martin         | Bélgica | a 20' 36s   |
| 8. | Eusebio Bastida       | España  | a 20' 54s   |
| 9. | Luciano Montero       | España  | a 25' 17s   |
| 10. | Juan Antonio Golzarri | España  | a 30' 36s   |

| \| 1. \| Mariano Cañardo \| Styl \| 26h 36' 31s \| \| 2. \| Federico Ezquerra \| Ciclista Vitoriana \| a 15' 54s \| \| 3. \| Eusebio Bastida \| Independiente \| a 20' 54s \| \| 4. \| Luciano Montero \| Styl \| a 25' 17s \| \| 5. \| Juan Antonio Golzarri \| Independiente \| a 30' 36s \| \| 6. \| Ricardo Montero \| Styl \| a 53' 10s \| \| 7. \| Francisco Soler \| Independiente \| a 1h 04' 49s \| \| 8. \| José "Fanfa" García \| Victoria \| a 1h 16' 39s \| \| 9. \| Gregorio Echeandia \| Independiente \| a 1h 31' 56s \| \| 10. \| José Catalán \| Iberia S.C.de Zaragoza \| a 1h 44' 34s \| |                       |                        |              |
| 1. | Mariano Cañardo       | Styl                   | 26h 36' 31s  |
| 2. | Federico Ezquerra     | Ciclista Vitoriana     | a 15' 54s    |
| 3. | Eusebio Bastida       | Independiente          | a 20' 54s    |
| 4. | Luciano Montero       | Styl                   | a 25' 17s    |
| 5. | Juan Antonio Golzarri | Independiente          | a 30' 36s    |
| 6. | Ricardo Montero       | Styl                   | a 53' 10s    |
| 7. | Francisco Soler       | Independiente          | a 1h 04' 49s |
| 8. | José "Fanfa" García   | Victoria               | a 1h 16' 39s |
| 9. | Gregorio Echeandia    | Independiente          | a 1h 31' 56s |
| 10. | José Catalán          | Iberia S.C.de Zaragoza | a 1h 44' 34s |